# Hovebach
Der Hovebach ist ein orografisch rechter Nebenfluss des Abrocksbachs in Nordrhein-Westfalen, Deutschland. Er hat eine Länge von etwa 6,4 km.

## Flussverlauf
Der Hovebach entspringt in rund 105 Metern Höhe in der Patthorst, einer Gemarkung des Steinhagener Ortsteils Brockhagen und fließt der Abflachung des Teutoburger Waldes folgend in südwestliche Richtung ab. Auf seiner Fließstrecke führt der Bach ausschließlich durch Waldflächen und landwirtschaftlich geprägtes Gelände. Nachdem das Gewässer auf wenigen Metern über Haller Gemarkung führt, durchfließt es nördlich von Brockhagen das Naturschutzgebiet Feuchtwiesen In den Wösten. 
Westlich von Brockhagen mündet der Hovebach in den Abrocksbach bei dessen Flusskilometer 10,5.